# J-Museum
(Torino. Cultura, calcio e cinema, Passioni senza fine, 2012.)
Il J-Museum (/ˈdʒeɪ mjuːˈziːəm/), noto per esteso come Juventus Museum, è un museo storico-sportivo multimediale bilingue dedicato alla società calcistica italiana per azioni Juventus Football Club, con sede nell'area nord-occidentale della città di Torino. Fu inaugurato nel 2012 in occasione del 115º anniversario di fondazione istituzionale del club bianconero, uno dei più antichi del Paese oltreché proprietario della struttura.
Uno dei principali e più avanzati musei sportivi a livello mondiale, è stato dalla fondazione al 2022 l'unico spazio espositivo nel continente eurasiatico – oltre dell'House of European Football sita a Nyon, in Svizzera – in cui erano presenti in modo permanente i trofei delle sei competizioni maschili gestite dall'Unione Europea delle Federazioni Calcistiche (UEFA). Il J-Museum documenta la storia della Juventus e del calcio cittadino e nazionale, oltreché il proprio ruolo nella storia di Torino e d'Italia assieme agli avvenimenti più significativi accaduti nella Penisola e nel mondo dalla fine del XIX secolo, tramite l'uso di nuove tecnologie, fornendo un quadro sportivo e sociologico attraverso la storia dello sport.
La struttura museale annovera anche una collezione di memorabilia, foto, documenti istituzionali ed equipaggiamenti calcistici usati dagli antichi giocatori che militarono nella Juventus, nonché i trofei vinti dalla prima squadra calcistica maschile e femminile della società torinese.
Affiliato dal mese d'ottobre 2012 alla Federazione dei musei del calcio, organizzazione nazionale con lo scopo di promuovere la diffusione della cultura nello sport, e da febbraio 2016 all'International Council of Museums (ICOM); è il primo museo sportivo nel Paese per numero di visitatori (192 105 nel 2019), le ultime cifre rese pubbliche prima della pandemia di COVID-19 in Italia, nonché l'unico del suo genere a essere inserito ininterrottamente, dal bimestre successivo, nella classifica annuale dei cento siti d'interesse più visitati a livello nazionale stilata dal Ministero dei beni e delle attività culturali e del turismo (MiBACT), affermandosi tra i primi cinquanta in modo pressoché stabile dal dicembre 2013.

## Storia

### Progetto e realizzazione
(Giovanni De Luna, Il tifo pro e contro l'Italia. Un laboratorio dell'identità nazionale, 2000)
L'idea di un museo che raccontasse la storia della Juventus era già presente nel primo progetto di acquisizione e ristrutturazione dello stadio delle Alpi ideato dall'allora dirigenza del club nel 1994. Un piano che prevedeva la costruzione di un nuovo stadio di proprietà, al posto del caro e problematico Delle Alpi sempre nella zona della Continassa, l'apertura di un museo a tema juventino, il trasferimento della sede nella settecentesca Cascina Continassa e l'edificazione di un nuovo centro d'allenamento vicino all'impianto e alla sede.
Il progetto che prevedeva la costruzione di un nuovo impianto al posto del Delle Alpi venne riproposto anche nel 1996 come alternativa; il club pensò tuttavia di riservare comunque all'area Continassa la funzione di centro sportivo, relegando il Delle Alpi solo ai grandi eventi sportivi. Nel 1998 l'idea del nuovo stadio di proprietà alla Continassa tornò ad essere il progetto principale, che prevedeva l'acquisto e della totale riqualificazione del Delle Alpi inserendolo in una zona a tema juventino, comprendente museo, albergo e negozi, fiancheggiati anche da un centro sportivo nell'area Continassa.
Negli anni tra il 1998 e il 2002 la Juventus, davanti alle difficoltà nello stringere un patto con il Comune di Torino per acquistare lo stadio delle Alpi e l'area circostante, suggerì di abbattere la struttura e costruire al suo posto un impianto idoneo per le famiglie con una capienza di 40 000 posti, riservato all'utilizzo calcistico e sul modello degli stadi inglesi, e prese in considerazione la possibilità di abbandonare la città con vari ultimatum al Comune, nel caso in cui la trattativa non fosse andata a buon fine.
Il 18 giugno 2002, dopo un complicato percorso di dialogo prolungatosi per otto anni, la Juventus ottenne il diritto di superficie sull'area del Delle Alpi per 99 anni, a partire dal 1º luglio successivo, al costo totale di 24000000 €. Il piano, oltre alla costruzione di un nuovo stadio di proprietà adatto al calcio, sicuro e redditizio, prevedeva anche la nascita di una cittadella juventina nell'adiacente area della Continassa con attività commerciali, diverse iniziative rivolte ai tifosi, come l'apertura di vari fan-shops, museo, centro d'allenamento, centro medico e sede sociale. Tutto questo sia dentro che fuori il futuro stadio di proprietà. In questo modo, la Juventus riuscì a garantirsi uno stadio di proprietà, abbandonando definitivamente l'idea di lasciare la città.
Questo progetto portò all'abbattimento del Delle Alpi tra il 2008 e il 2009 e successivamente, nella stessa posizione del vecchio impianto, alla realizzazione dello Juventus Stadium, completato e inaugurato nel 2011. Nel frattempo, l'11 giugno 2010, la Juventus ottenne il diritto di superficie sull'adiacente area Continassa, al prezzo di un milione di euro. Questo accordo permise di dare continuità al progetto dello stadio e di inaugurare, a cavallo tra gli anni 2010 e 2020 anche le prime strutture del futuro J-Village, quali: la sede sociale, lo Juventus Training Center, centro d'allenamento riservato alla prima squadra, un hotel di lusso e una scuola internazionale comprendente anche il liceo della Juventus; nella prima metà degli anni 2020 si aggiunsero lo Juventus Creator Lab, deputato alla produzione dei contenuti digitali del club e incluso nello Juventus Training Center, e uno spazio per eventi.
Inoltre, nella seconda metà del 2008, durante la progettazione del museo, fu costituito un comitato scientifico composto dallo storico torinese Giovanni De Luna, dal professore dell'Università di Torino Paolo Bertinetti, dal collezionista Ermanno Vittorio e dal giornalista sportivo Darwin Pastorin, mentre la realizzazione architettonica dello spazio espositivo venne affidata allo studio Camerana&Partners, in collaborazione con lo Studio Dedalo, sotto il coordinamento dall'architetto Benedetto Camerana. L'intero allestimento multimediale del museo è stato curato dal gruppo imprenditoriale Nussli.
Con un investimento complessivo di quindici milioni di euro per la sua realizzazione, l'edificio destinato a ospitare il museo fu edificato tra l'autunno del 2011 e la primavera del 2012, venendo poi inaugurato il 16 maggio di quell'anno dal presidente della Juventus, Andrea Agnelli, il quale nominò nell'occasione il giornalista Paolo Garimberti alla presidenza della struttura.
Inserito sia nel tour dello Stadium che nel circuito museale cittadino e regionale, fu aperto al pubblico per la prima volta il giorno successivo ricevendo elogi da varie autorità quali il presidente della Regione Piemonte, Roberto Cota, e l'assessore regionale alla cultura, Michele Coppola, e, nei giorni successivi, dalle principali autorità della cultura torinese.
Il museo della Juventus fa parte di un insieme di strutture di proprietà del club che si trovano all'interno dello stadio cioè: il J-Medical, il centro medico della squadra bianconera, allo Juventus Megastore, un negozio di articoli firmati dal team torinese, nonché negozi, ristoranti e servizi di ogni tipo. Inoltre, nelle vicinanze dello stadio è possibile trovare l'Area 12, un centro commerciale con 60 negozi e una grande area food con bar e ristoranti.

### Attività

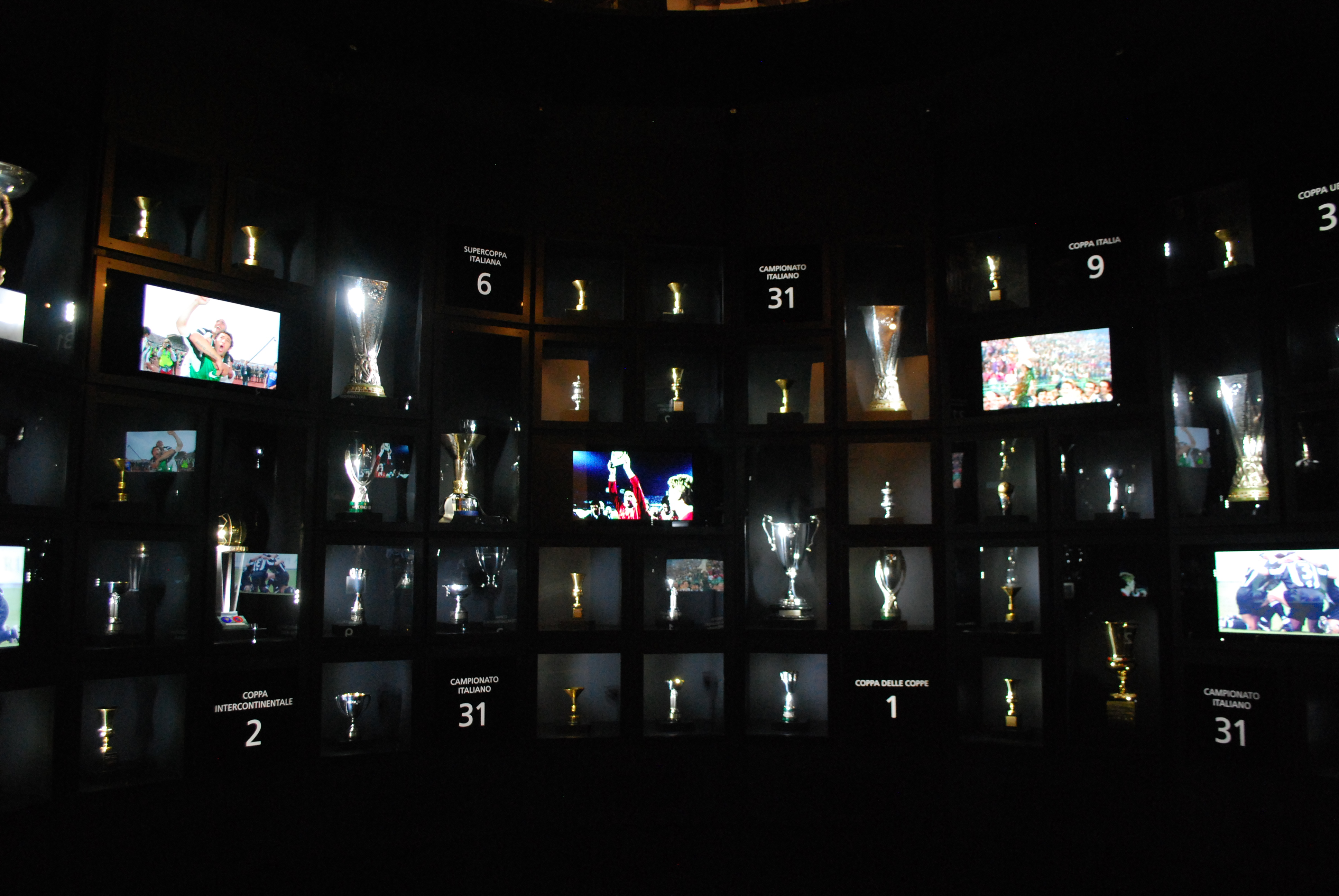
Una veduta della sala trofei nel 2013, un anno dopo l'inaugurazione del museo.

In virtù dell'incremento nel numero di visitatori al J-Museum durante i suoi primi sei mesi d'attività, l'istituzione aderì il 1º ottobre 2012 alla Federazione dei musei del calcio nonché iscritta nel 2013 all'Abbonamento Musei Torino Piemonte. Ancora in questo senso, fu siglata in seguito un'alleanza strategica finalizzata alla valorizzazione della cultura e dell'arte nella regione Piemonte con il Museo nazionale del Cinema e la Reggia di Venaria, «una perfetta dimostrazione di come la cultura "alta" e "bassa" possano intrecciarsi», secondo le parole dell'artista Ugo Nespolo.
Tra il maggio e l'ottobre del 2013 il museo ospitò la sua prima mostra temporanea, Il Lunedì si parlava di calcio. Agnelli-Juventus: 90 anni di passione bianconera, esposizione di carattere storico-culturale in occasione dei novant'anni del sodalizio instaurato tra la Juventus e la dinastia industriale degli Agnelli. La mostra espose documentazione inedita, testimonianze e memorabilia di rilievo, presentata dal curatore Lodovico Passerin d'Entrèves, quale il Pallone d'oro conferito dalla rivista francese France Football a Michel Platini nel 1983, da lui già donato all'imprenditore torinese Gianni Agnelli. Tre anni più tardi, l'esposizione L'arte di vincere. Trentaquattro opere per trentaquattro scudetti, curata dal critico d'arte Luca Beatrice, propose un parallelismo tra calcio e arte attraverso l'esposizione di opere, tra le altre, di Mario Schifano, Carlo Carrà, Marisa Mori, Carol Rama e Massimo Kaufmann; divenne l'unica correlata con l'argomento sportivo, inserita nella lista annuale delle mostre artistico-culturali più visitate a livello nazionale con oltre 30 000 presenze tra maggio e novembre di quell'anno.

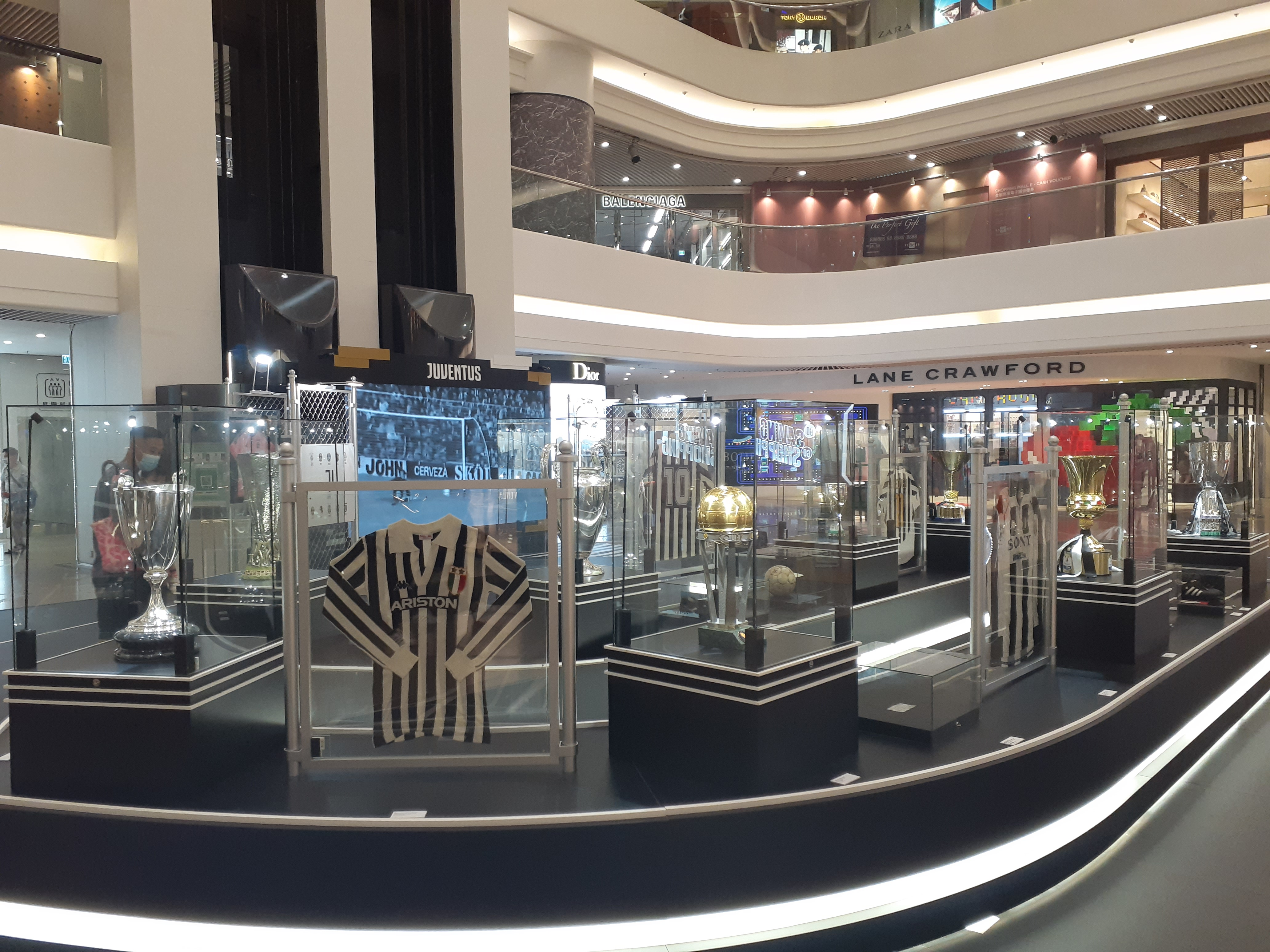
Memorabilia del museo nel 2021 al Times Square di Hong Kong per l'esposizione temporanea «Experience Juventus».

Dal dicembre 2013 il J-Museum offre al pubblico un insieme di attività didattiche e iniziative correlate con la cultura in Italia, ospitando quattro mesi più tardi l'esposizione Invasione di campo. L'arte entra in gioco, curata dalla Galleria d'arte moderna e contemporanea di Torino (GAM), che racconta le emozioni e le suggestioni che scaturiscono dall'esperienza calcistica e sportiva.
Il 5 ottobre 2015 è stata inaugurata la mostra permanente J-Sport – I campioni tifano Juventus, dedicata agli atleti extracalcistici che hanno in comune il proprio sostegno per la Juventus, mentre due mesi più tardi è stata aperta al pubblico una sala multimediale dedicata alla prima squadra bianconera, attraverso la quale la superficie museale è stata ampliata dagli iniziali 1500 m² a 2014 m².
Il museo è iscritto nel febbraio 2016 all'International Council of Museums (ICOM).

## Compatibilità ambientale
Analogamente al percorso già intrapreso con lo Stadium, il sistema elettrico del J-Museum sfrutta in modo intensivo l'acqua piovana e l'energia solare grazie a dei dispositivi di inseguimento solare. Il sistema multimediale, invece, annovera sistemi di lampade e schermi a LED e player museali allo stato solido per l'immagazzinamento dei dati su sistemi di Solid State Disk (SDD), assieme ad altre soluzioni a basso consumo energetico in base ai criteri di ecocompatibilità dettati dal protocollo di Kyōto.
Inoltre, l'intero sistema hardware e software che monitora l'attività degli apparati multimediali del museo è stato implementato in modo da generare delle macchine virtuali che permettessero la gestione completa di tutte le funzionalità anche in remoto: dalla modifica delle sequenze d'illuminazione fino alla sostituzione dei materiali multimediali in esecuzione sugli schermi.

## J-Lounge
Dal 7 marzo al 16 aprile 2014 ebbe luogo un'esposizione temporale – la prima fuori dall'Italia – della memorabilia del J-Museum, comprensiva di alcuni trofei vinti dalla prima squadra bianconera, nella sede del FIAT Caffè di Tōkyō, in Giappone. Inoltre fu aperto un punto d'incontro di simpatizzanti juventini nella regione dell'Asia Pacifica, provvisto di collegamenti multimediali con lo Juventus Stadium e lo Juventus Training Center di Vinovo, denominato J-Lounge (per esteso Juventus Lounge, /ˈdʒeɪː laʊnd͡ʒ/). Il ricavato fu consegnato alla Japan Blind Football Association (JFBA), la principale associazione giapponese di calcio paralimpico. Attività similari si svolsero a Hong Kong nel 2021 e a Giacarta, in Indonesia, due anni più tardi.

## Struttura espositiva

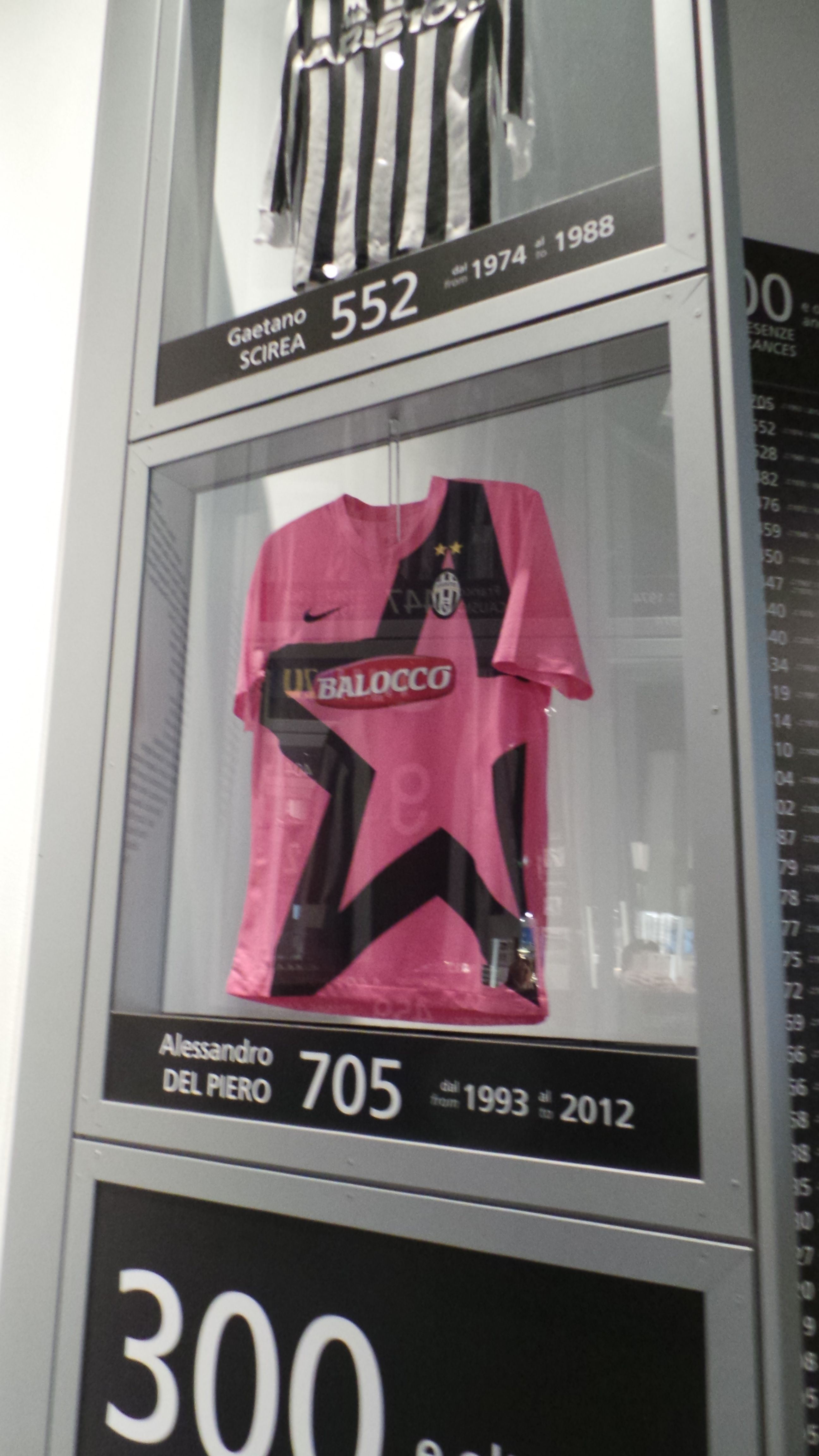
Le maglie di Scirea e Del Piero, parte della raccolta dedicata ai calciatori con oltre 300 presenze in bianconero.

Il museo occupa un'area totale di 2014 m² divisi in due piani e due aree. Il primo piano è suddiviso in otto sale, di cui una dedicata a mostre temporanee, un'altra designata a ospitare attività didattiche e culturali, e le rimanenti sei dedicate al percorso espositivo, incluso un planisfero che indica tutti i luoghi in cui la squadra è scesa in campo dal 1900 a oggi:
- La Juve segna: un salotto ellittico in cui vengono proiettati in video nonché riprodotti in audio i gol realizzati dai giocatori della squadra bianconera.[85]
- Sala principale: sottodivisa in due aree diverse,[84] nella prima è ripercorsa la fondazione ed evoluzione storica del club nel contesto sportivo e socio-culturale includendo le testimonianze orali e scritte di diverse personalità, materiale audiovisuale, documenti ufficiali, cimeli e pubblicazioni di mezzi di comunicazione, atti a mostrare il ruolo integrante della società bianconera nella storia di Torino e d'Italia. Nella seconda area sono esposti i modelli degli impianti casalinghi del club, come gli antichi Campo Juventus e lo stadio Comunale oltreché l'odierno Juventus Stadium, oltre alle maglie di tutti i giocatori che hanno disputato almeno 300 partite in competizioni ufficiali, ologrammi interattivi a grandezza naturale di famosi allenatori del club quali Giovanni Trapattoni e Marcello Lippi, e un totem commemorativo di circa tre metri di altezza, incoronato con la scritta in lingua inglese «In Memory» ("In memoria"), dedicato in ricordo delle trentanove vittime della strage dell'Heysel.[85] Tale area include mostre permanenti con materiale audiovisuale dedicate ai sostenitori della squadra,[85] al vincolo della Juventus con la casa automobilistica FIAT, alla sua presenza e influenza nel cinema, la radio, la televisione, la letteratura e la musica quale realtà nella vita quotidiana della Nazione, nonché al grande contributo fornito dal club – soprattutto in occasione dei campionati mondiali – alla Nazionale italiana nel corso della storia; questi ultimi due spazi, sviluppati in collaborazione, rispettivamente, con il Museo nazionale del Cinema e il Museo del calcio di Coverciano.[86]
- Il Tempio dei Trofei: una sala circolare in cui sono esibiti, fin dall'inaugurazione, i trofei ufficiali vinti dalla prima squadra maschile juventina; tra cui il campionato italiano – includendo la Targa Federale vinta nel 1905[87] –, la Coppa Italia, la Supercoppa italiana, la Coppa Intercontinentale, la Coppa dei Campioni/UEFA Champions League, la Coppa delle Coppe UEFA, la Coppa UEFA, la Coppa Intertoto UEFA e la Supercoppa UEFA, che ne hanno fatto dalla fondazione al 2022 l'unica locazione in Eurasia – oltre alla sede amministrativa dell'Unione Europea delle Federazioni Calcistiche (UEFA) a Nyon – in cui sono in esposizione permanente i trofei delle sei competizioni confederali per squadre di club.[9][10] Essi sono presentati da un gioco di luci stroboscopiche e filmati risalenti al loro rispettivo periodo di consegna su sfondo nero e bianco, rispettivamente.
Nel 2023, in occasione del centenario del legame tra la Juventus e la famiglia Agnelli, questa sala è stata rinnovata e ampliata, adottando le più recenti tecnologie ed effetti speciali:[88] reinaugurata il 9 ottobre di quell'anno, da allora ospita anche tutti i trofei vinti della prima squadra femminile,[88] nel frattempo istituita nel 2017. Opera dell'architetto Benedetto Camerana, la sala espone nuove progettazioni multimediali oltreché giochi di luci LED e specchi che illuminano e nascondono di volta in volta i trofei in mostra, presentandoli come se fossero degli ologrammi.[89][90]
- La sfera: una stanza, complementare alla mostra Fratelli d'Italia,[85] in cui scorrono immagini, audio e video dei giocatori juventini convocati alla Nazionale A, inclusi i ventidue vincitori della Coppa del Mondo durante il periodo di militanza nel club.
- La squadra: stanza multimediale in stile impressionista dedicata alla prima squadra bianconera e a tutte le persone correlate a essa. Include una riproduzione a grandezza naturale dello spogliatoio della squadra allo Stadium.[77][91]
- Fino alla fine..: la tappa finale del percorso espositivo, in cui viene proiettato un cortometraggio in 3D a 360 gradi della durata di sei minuti che presenta il tragitto dei giocatori dagli spogliatoi al campo di gioco, riproducendo l'atmosfera all'interno dello Stadium.[92] Questo fu concepito attraverso un sistema – unico al mondo – di multi-proiezione AV Stumpfl su pareti ellittiche, che riproduce lo scenario sportivo.[59]

## Collezioni

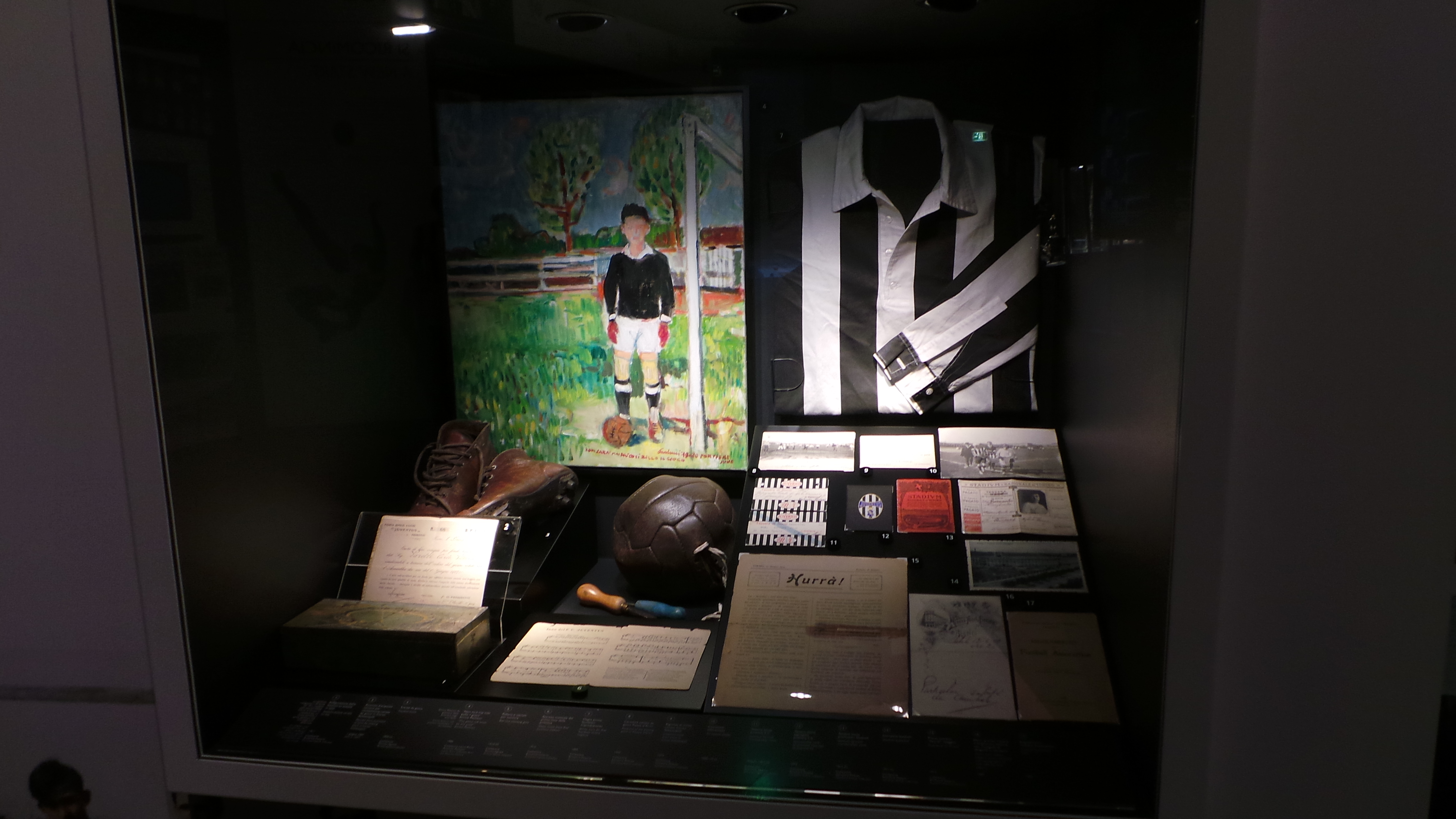
Memorabilia bianconera all'ingresso del museo, tra cui il quadro Il portiere di Enrico Paulucci.

Tra gli oltre 400 oggetti in mostra permanente al museo ci sono la panchina sopra cui fu fondato il club nell'autunno 1897, pubblicazioni societarie – la più antica risale al 1903 –, documenti che attestano la fondazione, lo statuto sociale e primo quindicennio della storia bianconera scritti da Enrico Canfari, alcuni quadri dei pittori e portieri juventini Luigi Durante ed Enrico Paulucci, il testo e la partitura manoscritta del primo inno societario scritto dal poeta torinese Corrado Corradino nel 1915, l'invito all'inaugurazione del Campo Juventus nell'ottobre 1922, il contratto d'acquisto di Giampiero Boniperti stipulato nel 1946 nonché gli scarpini che usò nell'ultimo incontro disputato in carriera nel 1961, maglie e abbigliamento da allenamento autografate da giocatori di rilievo quali Omar Sívori e John Charles, nonché il contratto di trasferimento di Sívori redatto dalla dirigenza del River Plate nel giugno 1957 e il primo registro contabile del club da quando divenne una società per azioni (1967); la divisa indossata da Fabio Capello nella stagione 1969-70, fasce autografate di storici capitani della squadra bianconera quali Roberto Baggio e Alessandro Del Piero oltreché il prolungamento di contratto del 2007 di quest'ultimo; gli scarpini di Michel Platini, la divisa indossata da Gaetano Scirea nella finale di ritorno della Coppa UEFA 1976-77 contro l'Athletic Bilbao, la maglia di Beniamino Vignola sfoggiata nella finale di Coppa delle Coppe 1983-84 contro il Porto, il biglietto della finale di ritorno della Coppa UEFA 1992-93 contro il Borussia Dortmund, la casacca di Fabrizio Ravanelli indossata nella finale di Champions League 1995-96 contro l'Ajax, gli schemi tattici e gli appunti di Marcello Lippi nonché la maglia di Del Piero usata nella Coppa Intercontinentale 1996 contro il River Plate, i Palloni d'oro assegnati a Sívori (1961) e Pavel Nedvěd (2003), il pallone con cui la squadra bianconera ottenne il suo ventesimo titolo nazionale a Catanzaro il 16 maggio 1982, la palla da gioco della sfida Cagliari-Juventus che valse la vittoria, da imbattuta, dello scudetto 2011-12, versioni originali della Coppa Campioni d'Italia e della Coppa Italia, oltreché premi individuali vinti da calciatori quali il portiere Gianluigi Buffon e repliche di tutti i principali trofei vinti dalla prima squadra maschile e femminile.
La mostra permanente Fratelli d'Italia espone numerosi oggetti di valore sportivo correlati ai cosiddetti «bianconeri in azzurro»: tra essi il Trophée Victoire ottenuto dalla Nazionale italiana dopo il trionfo nel 1938 assieme a una foto recante gli autografi dei membri della rosa vincitrice e dell'allora commissario tecnico Vittorio Pozzo, i calzoncini usati da Gaetano Scirea, oltre che le maglie usate da Paolo Rossi e Marco Tardelli, nella finale della XII Coppa del Mondo disputatasi tra l'Italia e la Germania Ovest nel 1982; la maglia di Alessandro Del Piero usata durante il campionato mondiale del 2006 e una riproduzione della Coppa FIFA conferita nella cerimonia di premiazione, svoltasi dopo la finale tra la Squadra Azzurra e la Francia, celebrata a Berlino il 9 luglio di quell'anno.

## Archivio
A tutto il 2016 il J-Museum possiede uno schedario multimedia bilingue su cinque tavoli multitouch da 103 pollici, dell’ampiezza di 130 x 240 cm. e gestito da un unico software partizionato in otto postazioni che consentono l'esposizione – attraverso user-feedback – di video, immagini, musica e schede di tutti i giocatori e allenatori che militarono nella Juventus dalla sua fondazione nel 1897, oltre a una selezione di partite di rilievo.
L'archivio conta con una selezione di radiocronache sportive dagli anni 1930 a cura di giornalisti come Nicolò Carosio, Alfredo Provenzali, Enrico Ameri e Sandro Ciotti, includendo la trasmissione dell'incontro valevole per la Coppa Intercontinentale 1985 tra la Juventus e l'Argentinos Juniors – ritenuta dalla stampa specializzata quale la migliore edizione nella storia del torneo – a cura di Gianfranco Accio.

## Ubicazione e accesso
Posto tra la Curva Nord e la Tribuna Est dello Juventus Stadium, il J-Museum si colloca in Via Druento (Vallette; Circoscrizione V). L'impianto è raggiungibile dalla stazione di Rigola Stadio, dall'Autostrada A55 e attraverso il percorso della linea C del pullman turistico City Sightseeing Torino.
A tutto il giugno 2013 la struttura ha accolto oltre 14 000 visitatori al mese, facendone l'istituzione museale sportiva più frequentata in Italia oltre che uno dei principali luoghi di promozione turistica nella Regione Piemonte. Ad aprile 2015 il J-Museum, con oltre 458 000 visite dalla sua inaugurazione, tra cui i 2 838 ingressi giornalieri del 4 aprile,  si è assestato al quarantaquattresimo posto – il massimo ottenuto da una istituzione museale sportiva – nella classifica annuale dei cento siti d'interesse più visitati nel Paese stilata dal Ministero dei beni e delle attività culturali e del turismo (MiBACT); tale posizione è occupata pressoché stabilmente dal dicembre 2013.
A cinque anni dall'apertura, la struttura è stata visitata da più di un milione di persone; ad aprile 2017 ha fatto segnare il record di visitatori mensili, 25 874. A maggio 2018 viene raggiunto il milionesimo visitatore, mentre a luglio 2019 il museo tocca quota 1 208 200 visitatori totali dal giorno d'apertura. In quell'ultimo anno ebbe 192 105 visitatori, confermandosi come il primo nel Paese nel suo genere, essendo quelle citate le ultime cifre rese pubbliche prima della pandemia di COVID-19 in Italia. Il 1º aprile 2023 viene battuto il record di ingressi giornalieri del museo bianconero, con 3 527 visitatori.

## Loghi

Il logo del J-Museum usato dal 2012 al 2017
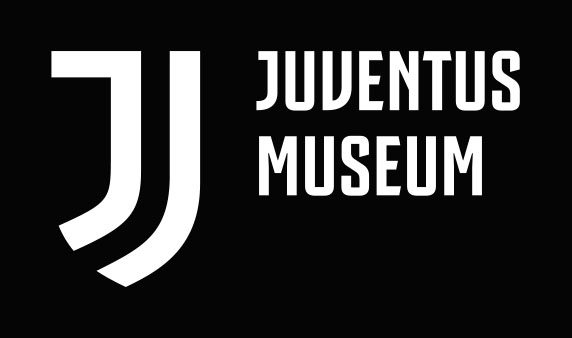
Il logo del J-Museum in uso dal 2017